# Édifice du Club-Universitaire-de-Montréal
Modèle:Infobox organisation
Le University Club of Montreal est un club social privé situé à Montréal, Québec. Fondé en 1907, il est un pilier de la communauté sociale et intellectuelle de la ville depuis plus d’un siècle. Initialement conçu en décembre 1906 comme un club pour messieurs destiné aux diplômés universitaires, il fut officiellement incorporé le 8 novembre 1907.

## Histoire

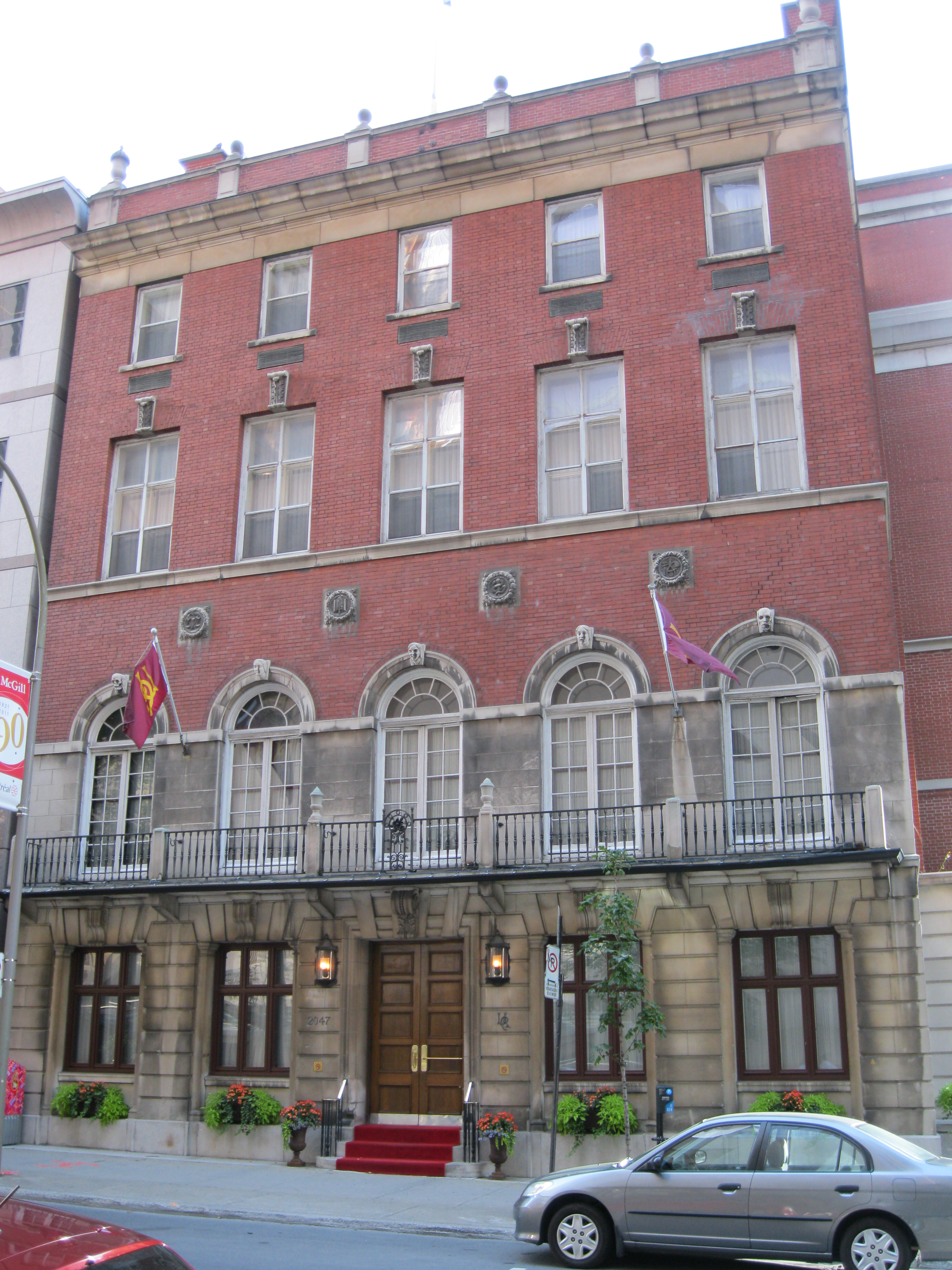
L’édifice de 1913 au 2047 rue Mansfield, conçu par Percy Nobbs. Le club a quitté ce bâtiment en 2017.

### Les premières années
Le University Club occupait initialement un bâtiment de trois étages sur la rue Dorchester Ouest, en face de l’église presbytérienne St. Paul. En 1911, il acheta la résidence d’Edward Benjamin Ibbotson au 176 rue Mansfield. En quête d’un siège permanent, le club acquit une propriété en face et commanda à l’architecte écossais Percy Erskine Nobbs, alors directeur de l’École d’architecture de McGill, la conception d’un nouveau bâtiment. Achevé en 1913, l’édifice présente une façade néo-géorgienne avec un rez-de-chaussée en pierre calcaire et des étages supérieurs en brique rouge. L’intérieur est orné d’espaces raffinés, notamment la salle à manger principale, qui reste largement inchangée depuis sa création.

### Évolution sociale
Au fil de son histoire, le University Club a évolué pour refléter les changements sociaux. Au début des années 1920, une annexe pour dames fut ajoutée, bien que leur accès ait été initialement limité à certaines zones, sauf si elles étaient accompagnées d’un membre. Les femmes obtinrent des droits d’adhésion complets en 1988. Le club commença à admettre des membres juifs dans les années 1960, et en 1973, l’exigence d’un diplôme universitaire fut abolie, élargissant ainsi son inclusivité.

### Relocalisation et développements modernes
Confronté à des défis financiers, le club vendit son bâtiment historique de la rue Mansfield en 2017. En 2022, il s’est relocalisé dans la Maison James-Reid-Wilson au 1201 rue Sherbrooke Ouest, un bâtiment patrimonial restauré par Provencher_Roy. Ce déménagement a marqué un nouveau chapitre, mêlant les riches traditions du club aux commodités modernes.

## Art et contributions culturelles
Le club abrite une vaste collection d’art comprenant près de cent œuvres de grande qualité réalisées par des artistes canadiens. Cette collection témoigne de l’engagement du club à promouvoir les arts et la culture au sein de sa communauté.

## Jalons notables
En 2007, le club a célébré son centenaire, commémoré par la publication d’un livre historique détaillé. Quatre premiers ministres du Québec ont assisté à son gala du 110e anniversaire en 2017. En 2015, le club a honoré Robert Bordius pour son dévouement exceptionnel et son influence sur le dynamisme du club.